# Iwan Hładusz
Iwan Dmytrowycz Hładusz (ukr. Іван Дмитрович Гладуш, ur. 24 lipca 1929 we wsi Myszuryn Rih, zm. 6 grudnia 2018 w Kijowie) – minister spraw wewnętrznych Ukraińskiej SRR (1982–1990), generał pułkownik służby wewnętrznej ZSRR, generał służby wewnętrznej Ukrainy.

## Życiorys
W 1951 ukończył technikum transportu samochodowego w Dniepropietrowsku i został inspektorem, a w 1955 starszym inspektorem oddziału resortu spraw wewnętrznych obwodu dniepropetrowskiego. W 1957 ukończył Wszechzwiązkowy Zaoczny Instytut Budowy Maszyn w Moskwie. W latach 1965–1968 był zastępcą szefa, a od  1968 do 1974 – szefem zarządu oddziału spraw wewnętrznych obwodowego komitetu wykonawczego w Dniepropietrowsku. W 1970 ukończył Kijowską Wyższą Szkołę MWD ZSRR. Od kwietnia 1974 do kwietnia 1977 był szefem zarządu spraw wewnętrznych obwodowego komitetu wykonawczego w Doniecku, w latach 1977–1978 zastępcą ministra, w latach 1978–1982 I zastępcą ministra, a od 16 lipca 1982 do 26 lipca 1990 ministrem spraw wewnętrznych Ukraińskiej SRR. W styczniu 1991 zakończył pracę w organach spraw wewnętrznych ZSRR. 12 lutego 1991 został doradcą ministra spraw wewnętrznych Ukrainy i członkiem Kolegium MWD Ukrainy.

## Awanse
- komisarz milicji III rangi (6 listopada 1970)
- generał major milicji (1973)
- generał porucznik milicji (27 października 1977)
- generał pułkownik służby wewnętrznej (29 kwietnia 1985)
- generał służby wewnętrznej Ukrainy (20 sierpnia 2010)

## Odznaczenia
- Order Księcia Jarosława Mądrego V klasy
- Order Bohdana Chmielnickiego III klasy
- Order Order „Za zasługi” III klasy
- Order Czerwonego Sztandaru
- Order Czerwonego Sztandaru Pracy
- Order „Znak Honoru”
- Order Srebrnej Gwiazdy (NRD)
- Honorowy Pracownik MWD Ukrainy

I inne.